# صنایع سنگین شاندونگ
صنایع سنگین شاندونگ (انگلیسی: Shandong Heavy Industry) شرکت دولتی ماشین‌آلات چینی است، که در سال ۲۰۰۹ تأسیس شد.